# استنتون (آلاباما)
استنتون (به انگلیسی: Stanton) یک منطقهٔ مسکونی در ایالات متحده آمریکا است که در شهرستان چیلتون، آلاباما واقع شده‌است. استنتون ۱۰۲٫۱۱ متر بالاتر از سطح دریا واقع شده‌است.